# Neororea
Neororea is een spinnengeslacht uit de familie Desidae. De soorten komen voor in Nieuw-Zeeland en op de Aucklandeilanden.

## Onderliggende soorten
- Neororea homerica Forster & Wilton, 1973
- Neororea sorenseni (Forster, 1955)